# Ege Üniversitesi (métro d'Izmir)
Ege Üniversitesi est une station de la ligne 1 du métro d'Izmir.
Université de l'Egée (en turc, Ege Üniversitesi) est une université internationale, située à Izmir en Turquie.  Elle a été fondée en 1955. Université de l'Egée est l'une des quatre meilleures universités de Turquie. 
Université de l'Egée (Ege Üniversitesi) se classe parmi les 500 meilleures universités du monde selon le classement de Leiden.